# Соликамский уезд
Солика́мский (Усо́льский) уе́зд — административно-территориальная единица в составе Пермской губернии Российской империи и РСФСР, существовавшая в 1781—1923 годах. Уездный город — Соликамск (с 1918 года — Усолье).

## География
Соликамский уезд находился в западной части Пермской губернии. Его площадь составляла 29 334,3 км2 (25 774,8 кв. вёр.). Река Кама пересекает территорию уезда с севера на юг, деля её на две почти равные части.
Восточная часть, более возвышенная, отделяется Уральским хребтом от Верхотурского уезда. Её высота над уровнем моря понижается в направлении с востока на запад до реки Камы, так что абсолютная высота расположенного на этой реке Соликамска — не более 72,8 м (239 футов). Восточная часть уезда изрезана отрогами Уральского хребта; наиболее замечательные из этих возвышенностей, или, по местному, «камней»: Конжаковский, Павдинский, Сюзеевский, Сухогорский, Белая гора и другие; последняя замечательна по пещере, долго служившей местом проведения религиозных ритуалов вогулов-язычников.
Западная часть уезда имеет равнинный характер; почва этой части уезда преимущественно тундристая, в восточной части — каменистая. Соль, железо, каменный уголь, огнеупорная глина составляли весьма важный для экономической жизни уезда предмет выработки; обширные железоделательные заводы; выделка соды, поваренной соли, кирпича, огнеупорных изделий.
Кама имеет огромное экономическое значение для уезда. Из притоков Камы наиболее значительны Иньва, Обва (обе судоходны), Косьва, Чёрмоз и Пожва (сплавные). На пяти пристанях системы Камы в пределах Соликамского уезда — Соликамской, Дедюхинской, Усольской, Пожевской и Чермозской — в 1897 году нагружено товаров, преимущественно произведений горных заводов и лесных материалов, 236 370 тонн (14 430 тысяч пудов), на сумму 1 841 000 руб. Озёра и болота встречаются преимущественно в речных долинах.
Лесов много, до 50 % всей площади, большей частью казённых и заводских.

## История
Соликамский (Усольский) уезд образовался в средине XVI века.
В конце XVII — начале XVIII века уезд делился на погосты: 1. «На Городище», 2. «Что была деревня Половодово», 3. Введенский, 4. Верхусольский, 5. Усть-Боровский (в него входит стан Заболотный), 6. Ильинский, 7. Георгиевский, «что была деревня Кривец», 8. Рождественский, 9. Георгиевский, «что была деревня Юрич», 10. Карагай, 11. Николаевский, 12. Купрос, 13. «На реке Инве», 14. Кудымкор, 15. Богородицкий, 16. Георгиевский, «что была деревня Нижняя Юсва», 17. «На реке Косьве», 18. Булатов..
Большую часть уезда в XVII веке (кроме северной оконечности с городом Соль Камская) составляла вотчина Строгановых.
18 декабря 1708 года территория Соликамского уезда вошла в состав образованной Сибирской губернии..
29 мая 1719 года в составе Сибирской губернии была образована Соликамская провинция. В составе провинции вошли города: Соль Камская (Соликамск) — 12005 дворов, Пермь Великая (Чердынь) — 1421 дворов., Соликамский и Чердынский дистрикты (уезды).
29 апреля 1727 года территория Соликамской провинции передана из Сибирской губернии в Казанскую губернию.
С 27 января 1781 года Соликамский уезд в составе Пермской области Пермского наместничества.
С 12 декабря 1796 года Соликамский уезд в составе Пермской губернии.
В феврале 1918 года административный центр уезда перенесён в город Усолье, а сам уезд получил наименование Усольский.
3 ноября 1923 года Усольский уезд был ликвидирован, его территория вошла в состав Верхне-Камского округа Уральской области.

## Население
По данным переписи населения 1897 года численность населения уезда составляла 228 845, в том числе в городах Соликамске — 4073 чел. и Дедюхине — 3318 чел. Почти всё население — православное.

## Административное деление
В 1913 году в состав уезда входило 50 волостей:
- Александровская — с. Александровский завод,
- Александро-Рождественская — с. Рождественское,
- Архангельская,
- Березовская,
- Богоявленская,
- Белоевская — с. Белоевское,
- Верх-Инвенская — с. Верх-Иньва,
- Верх-Кондасская — с. Городище,
- Верх-Нердвинская,
- Верх-Юсвинская,
- Верх-Язвинская,
- Верх-Яйвенская — с. Верх-Яйвенское,
- Воскресенская,
- Всеволодовильвенская — с. Всеволодо-Вильвенский завод,
- Городищенская,
- Дедюхинская — г. Дедюхин,
- Дмитриевская,
- Егвинская,
- Елизавето-Пожевская — зав. Елизавето-Пожевский,
- Зырянская,
- Ивановская,
- Касибская,
- Кизеловская — с. Кизеловский завод,
- Козьмодемьяновская — с. Козьмодемьяновское,
- Кувинская — с. Кувинский завод,
- Кудымкарская — с. Кудымкар,
- Купросская — с. Купрос,
- Кыласовская,
- Ленвенская,
- Нердвинская,
- Никитинская — с. Никитинский завод,
- Орловская,
- Ошибская,
- Подслудская,
- Пожевская — с. Пожевский завод,
- Половодовская — с. Половодово,
- Пыскарская — с. Пыскор,
- Рождественская,
- Романовская,
- Ростесская — с. Растесс,
- Сергиевская,
- Таманская,
- Тиминская,
- Троицкая,
- Усольская — с. Усолье,
- Усть-Косвенская,
- Чермозская — с. Чермозский завод,
- Юрическая,
- Юсвенская — с. Юсвенское,
- Яйвенская.

## Экономика
Главные занятия жителей — солеварение, горные промыслы, судоходство и земледелие. Последнее распространено по всему уезду, за исключением каменистой местности Приуралья. Культивируются почти исключительно озимая рожь — 623 км2 (57 000 дес., урожай сам 4,5), овёс — 503 км2 (46 000 дес., урожай сам 3,0), ячмень — 197 км2 (18 000 дес., урожай сам 3,4), лён — 33 км2 (3 000 дес.), картофель — 4,92 км2 (450 дес.). Заливных лугов — 562,986 км2 (51 530 дес.), сбор сена с них 85 тысяч тонн (5,2 миллиона пудов); незаливных лугов — 841 256 км2 (77 000 дес.), сбор сена — 77 тысяч тонн (4,6 миллиона пудов). Общее производство всех заводов составляло около 8 миллионов рублей.

## Местное самоуправление
Земские расходы в 1899 году составили 202 035 рублей, из них: на содержание земского управления 35 570 рублей, народного образования 65 068, медицинская часть 57 159, на мероприятия к развитию экономического благосостояния уезда 3 122 рубля. В 1898 году произведено расходов из мирских сборов по сельскому управлению 42 212 рублей и по волостному 96 416 рублей.